# بيتر ليمان (أستاذ جامعي)
بيتر ليمان (بالإنجليزية: Peter Lyman)‏ هو عالم حاسوب وأمين مكتبة أمريكي، ولد في 13 سبتمبر 1940 في سان فرانسيسكو في الولايات المتحدة، وتوفي في 2 يوليو 2007 في بيركيلي في الولايات المتحدة.